# Artificial Intelligence System
El sistema de inteligencia Artificial (AIS) fue un proyecto computación distribuido realizado por Intelligence Realm, Inc. con el objetivo a largo plazo de simular el cerebro humano en tiempo real, completo con conciencia artificial e inteligencia general artificial. Afirmaron haber encontrado, en la investigación, los "mecanismos de representación del conocimiento en el cerebro qué  equivalen a encontrar inteligencia artificial", antes de pasar a la fase del desarrollo.

## Ciencia
El objetivo inicial del proyecto era recrear el simulación cerebral  más grande hasta la fecha, realizada por el neurocientífico Eugene M. Izhikevich del Instituto de Neurociencias en San Diego, California. Izhikevich simuló 1 segundo de actividad de 100 billones de  neuronas (el número estimado de neuronas en el cerebro humano) en 50 días utilizando un grupo de 27 procesadores de 3-gigahercios. Él extrapola que no se pudo lograr una simulación en tiempo real del cerebro antes de 2016.  El proyecto tuvo como objetivo refutar esta predicción.
El 12 de julio de 2008, AIS anunció que la primera fase del proyecto se había completado al alcanzar los 100 mil millones de neuronas. El proyecto luego continuó simulando neuronas mientras completaban el desarrollo de las otras aplicaciones.
AIS simuló el cerebro a través de una red neuronal artificial, y utilizó   modelos de Hodgkin–Huxley.  El proyecto utilizó la plataforma infórmatica distribuida BOINC.  En la versión 1.08 del software, cada unidad de trabajo recibida por un voluntario simuló 500,000 neuronas por 100 milisegundos en pasos de 5  milisegundos (la tasa de activación estimada de una neurona humana).[cita requerida]
La aplicación tenía cuatro módulos principales: crear neuronas, simular neuronas, visualizar neuronas y, finalmente, adquirir conocimientos.  La intención era que el generador neuronal eventualmente usara algoritmos genéticos para generar neuronas para la simulación.[cita requerida] El simulador de neuronas usaba modelos matemáticos para simular esas neuronas. Inicialmente, se utilizaron los modelos Hodgkin–Huxley, pero se pretendía utilizar más modelos pero más modelos (quizás cientos) en el futuro.  El software de visualización debía permitir a los administradores monitorear y controlar los simuladores neuronales. El módulo de adquisición de conocimiento involucró suministrar información al sistema y capacitarlo para construir su base de conocimiento.
El proyecto AIS había simulado con éxito más de 700 mil millones de neuronas hasta abril de 2009.
El proyecto se cerró en noviembre de 2010 porque el programa BOINC del proyecto no funcionó.